# Felipe VI van Spanje

Wapenschild van koning Felipe VI

Felipe Juan Pablo Alfonso de Todos los Santos de Borbón y de Grecia (Madrid, 30 januari 1968) is sinds 19 juni 2014 als Felipe VI koning van Spanje.
Felipe is het derde kind van koning Juan Carlos I en koningin Sofía. Doordat de Spaanse troonopvolging voorrang geeft aan mannelijke opvolgers boven vrouwelijke, had Felipe in de lijn van troonopvolgers voorrang op zijn beide oudere zussen, de infantes Elena en Cristina.

## Jeugd en studies
Prins Felipe volgde het basis- en voortgezet onderwijs op de Santa Maria de los Rosales-school te Madrid. Zijn vader Juan Carlos werd op 22 november 1975 tot koning van Spanje uitgeroepen na de dood van Francisco Franco. Na Franco's dictatoriale regime maakte Spanje weer kennis met democratie. Op 1 november 1977 ontving Felipe de titel Prins van Asturië.
Van september 1985 tot juli 1988 volgde Felipe verschillende opleidingen in de landmacht, luchtmacht en de marine. In juli 1989 ontving hij in alle drie de krijgsmachtonderdelen hoge rangen.
Van oktober 1988 tot juni 1993 studeerde Felipe rechten aan de Autonome Universiteit van Madrid en volgde ook nog verschillende programma-onderdelen van de studie economie. In september 1993 schreef de prins zich in voor een Masters Degree aan de Universiteit van Georgetown (Washington D.C.) waar hij op 26 mei 1995 afstudeerde.

## Opleiding als troonopvolger
Na zijn militaire en wetenschappelijke opleidingen richtte Felipe zich meer op zijn taken als Prins van Asturië, de officiële titel van de kroonprins van Spanje. Hij verdiepte zich in allerlei aspecten van de Spaanse maatschappij. Hij heeft regelmatig ontmoetingen met vertegenwoordigers uit de politiek, economie en wetenschap. Ook begeleidt hij vele buitenlandse handelsmissies als ambassadeur om de Spaanse economische en commerciële belangen te behartigen.

## Zeilen
In 1992, tijdens de Olympische Spelen van Barcelona was Felipe lid van het Spaanse Olympische zeilteam en eindigde met zijn ploeg als zesde in de Soling. Bij de openingsceremonie droeg Felipe de Spaanse vlag het stadion binnen.

## Verloving en huwelijk
Na een aantal mislukte relaties die breed werden uitgemeten in de internationale media, werd op 1 november 2003 de verloving aangekondigd tussen Felipe en de Spaanse televisiejournaliste Letizia Ortiz Rocasolano (15 september 1972). Het is voor het eerst in de geschiedenis van Spanje dat een Spaanse burgervrouw prinses werd en uiteindelijk koningin. Op 22 mei 2004 vond in de Almudena-kathedraal te Madrid het huwelijk plaats dat in vele landen rechtstreeks op de televisie werd uitgezonden. Het werd het grootste media-evenement sinds het huwelijk van de Britse prins Charles met Diana Spencer in 1981. Het huwelijk werd zowel figuurlijk - door de nasleep van de terroristische aanslagen maart 2004 - als letterlijk overschaduwd, doordat de regen die dag met bakken uit de hemel viel.
Op 31 oktober 2005 werd het eerste kind van Felipe en Letizia geboren, infante Leonor van Spanje. Er werd indertijd gesproken over een hervorming van de Spaanse grondwet om de voorkeur van mannelijke afstammelingen boven vrouwelijke in de troonopvolging af te schaffen. Op 29 april 2007 werd het tweede kind, Sofía, geboren. Ze werd vernoemd naar haar grootmoeder, koningin Sofía. Omdat het paar aangaf dat er niet meer kinderen hoefden te worden verwacht, en dus ook geen mogelijke mannelijke troonopvolger, werd geen haast gemaakt met een grondwetswijziging.

## Koningschap
Als opvolger van Juan Carlos I is Felipe niet helemaal onomstreden. De monarchie werd in Spanje door dictator Francisco Franco hersteld, zonder eigenlijke democratische legitimatie. Bovendien werd de keuze van de datum van de troonopvolging vooral in Xàtiva (Valencia), bijzonder pijnlijk ervaren: 17 juni was de dag dat Felipes voorganger Filips V van Spanje in 1707 aan zijn troepen de opdracht gaf de stad met de grond gelijk te maken en de bevolking naar La Mancha te deporteren.
In 2020 besloot koning Felipe openlijk af te zien van de erfenis van zijn vader en ontnam hij hem tegelijkertijd zijn jaarlijkse toelage van iets minder dan tweehonderdduizend euro. Juan Carlos is altijd bevriend geweest met de koninklijke familie van Saoedi-Arabië. In 2008 stortte de familie 100 miljoen dollar (toen zo’n 65 miljoen euro) op de Zwitserse rekening van een stichting in Panama waarvan Juan Carlos een van de begunstigden was. Drie jaar later kreeg een Spaans consortium van 12 bedrijven een miljardenopdracht voor de aanleg van een Saoedische hogesnelheidstrein. De Spaanse justitie vermoedt een verband tussen deze zaken. Het geld van de Panamese stichting zou tevens gebruikt zijn om een ex-minnares van Juan Carlos te laten zwijgen over hun affaire.

## Onderscheidingen
De Spaanse koning voert een hele reeks titels en heerlijkheden naast rechten van ordes.

### Titels
- Koning van Spanje
- Koning van Castilië
- Koning van León
- Koning van Aragón
- Koning van Navarra
- Koning van Jeruzalem
- Koning van Gibraltar
- Hertog van Athene
- Hertog van Neopatria
- Graaf van Barcelona

Ook bezit koning Felipe een aantal minder bekende titels.
- Hertog van Bourgondië
- Heer van Biskaje
- Heer van Molina
- Hertog van Mont Blanc
- Hertog van Gandía
- Heer van Balaguer
- Heer van Ibiza
- Graaf van Vlaanderen

Koning Felipe heeft ook mogelijk het recht op de volgende titels.
- Keizer van het Romeinse Rijk
- Farao van Egypte

### Eretekens
- Spanje: Grootmeester Orde van Karel III
- Spanje: Grootmeester Orde van Isabella de Katholieke
- Spanje: Ridder-Grootmeester Orde van het Gulden Vlies
- België: Grootkruis Leopoldsorde
- Verenigd Koninkrijk: Ridder-Grootkruis Orde van Victoria
- Denemarken: Ridder Orde van de Olifant
- Nederland: Ridder-Grootkruis Orde van Oranje-Nassau
- Ridder Orde van Sint-Olaf
- Ridder Orde van Adolf van Nassau
- Bijzondere Klasse Orde van Mohammedi
- Grootkruis Orde van Christus
- Grootkruis Orde van Aviz

### Erefuncties
- Ere-hoofdman van de Broederschap van de H. Graflegging, Sevilla[4]
- Erevoorzitter van Real España[5]
- Erevoorzitter van de Asociación Cristiana de Jóvenes/YMCA de España[6]

## Kwartierstaat
| Alfons XIII van Spanje (1886-1931) | Alfons XIII van Spanje (1886-1931) | Alfons XIII van Spanje (1886-1931) | Alfons XIII van Spanje (1886-1931) | Alfons XIII van Spanje (1886-1931) | Alfons XIII van Spanje (1886-1931) | Victoria Eugénie van Battenberg (1887-1969) | Victoria Eugénie van Battenberg (1887-1969) | Victoria Eugénie van Battenberg (1887-1969) | Victoria Eugénie van Battenberg (1887-1969) | Victoria Eugénie van Battenberg (1887-1969) | Victoria Eugénie van Battenberg (1887-1969) |                                 |                                 | Karel Maria van Bourbon-Sicilië (1870-1949) | Karel Maria van Bourbon-Sicilië (1870-1949) | Karel Maria van Bourbon-Sicilië (1870-1949)   | Karel Maria van Bourbon-Sicilië (1870-1949)   | Karel Maria van Bourbon-Sicilië (1870-1949)   | Karel Maria van Bourbon-Sicilië (1870-1949)   | Louise van Orléans (1882-1958)                | Louise van Orléans (1882-1958)                | Louise van Orléans (1882-1958) | Louise van Orléans (1882-1958) | Louise van Orléans (1882-1958) | Louise van Orléans (1882-1958) |                            |                            | Constantijn I van Griekenland (1868-1923) | Constantijn I van Griekenland (1868-1923) | Constantijn I van Griekenland (1868-1923) | Constantijn I van Griekenland (1868-1923) | Constantijn I van Griekenland (1868-1923) | Constantijn I van Griekenland (1868-1923) | Sophie van Pruisen (1870-1932)     | Sophie van Pruisen (1870-1932)     | Sophie van Pruisen (1870-1932)     | Sophie van Pruisen (1870-1932)     | Sophie van Pruisen (1870-1932)                     | Sophie van Pruisen (1870-1932)                     |                                                    |                                                    | Ernst August van Brunswijk (1887-1953)             | Ernst August van Brunswijk (1887-1953)             | Ernst August van Brunswijk (1887-1953) | Ernst August van Brunswijk (1887-1953) | Ernst August van Brunswijk (1887-1953) | Ernst August van Brunswijk (1887-1953) | Victoria Louise van Pruisen (1892-1980) | Victoria Louise van Pruisen (1892-1980) | Victoria Louise van Pruisen (1892-1980) | Victoria Louise van Pruisen (1892-1980) | Victoria Louise van Pruisen (1892-1980) | Victoria Louise van Pruisen (1892-1980) |  |  |  |  |  |  |  |  |  |  |  |  |  |  |  |  |  |  |  |  |  |  |  |  |  |  |  |  |  |  |  |  |  |  |  |  |  |  |  |  |  |  |  |  |  |  |  |  |
| Alfons XIII van Spanje (1886-1931) | Alfons XIII van Spanje (1886-1931) | Alfons XIII van Spanje (1886-1931) | Alfons XIII van Spanje (1886-1931) | Alfons XIII van Spanje (1886-1931) | Alfons XIII van Spanje (1886-1931) | Victoria Eugénie van Battenberg (1887-1969) | Victoria Eugénie van Battenberg (1887-1969) | Victoria Eugénie van Battenberg (1887-1969) | Victoria Eugénie van Battenberg (1887-1969) | Victoria Eugénie van Battenberg (1887-1969) | Victoria Eugénie van Battenberg (1887-1969) |                                 |                                 | Karel Maria van Bourbon-Sicilië (1870-1949) | Karel Maria van Bourbon-Sicilië (1870-1949) | Karel Maria van Bourbon-Sicilië (1870-1949)   | Karel Maria van Bourbon-Sicilië (1870-1949)   | Karel Maria van Bourbon-Sicilië (1870-1949)   | Karel Maria van Bourbon-Sicilië (1870-1949)   | Louise van Orléans (1882-1958)                | Louise van Orléans (1882-1958)                | Louise van Orléans (1882-1958) | Louise van Orléans (1882-1958) | Louise van Orléans (1882-1958) | Louise van Orléans (1882-1958) |                            |                            | Constantijn I van Griekenland (1868-1923) | Constantijn I van Griekenland (1868-1923) | Constantijn I van Griekenland (1868-1923) | Constantijn I van Griekenland (1868-1923) | Constantijn I van Griekenland (1868-1923) | Constantijn I van Griekenland (1868-1923) | Sophie van Pruisen (1870-1932)     | Sophie van Pruisen (1870-1932)     | Sophie van Pruisen (1870-1932)     | Sophie van Pruisen (1870-1932)     | Sophie van Pruisen (1870-1932)                     | Sophie van Pruisen (1870-1932)                     |                                                    |                                                    | Ernst August van Brunswijk (1887-1953)             | Ernst August van Brunswijk (1887-1953)             | Ernst August van Brunswijk (1887-1953) | Ernst August van Brunswijk (1887-1953) | Ernst August van Brunswijk (1887-1953) | Ernst August van Brunswijk (1887-1953) | Victoria Louise van Pruisen (1892-1980) | Victoria Louise van Pruisen (1892-1980) | Victoria Louise van Pruisen (1892-1980) | Victoria Louise van Pruisen (1892-1980) | Victoria Louise van Pruisen (1892-1980) | Victoria Louise van Pruisen (1892-1980) |  |  |  |  |  |  |  |  |  |  |  |  |  |  |  |  |  |  |  |  |  |  |  |  |  |  |  |  |  |  |  |  |  |  |  |  |  |  |  |  |  |  |  |  |  |  |  |  |
|                                    |                                    |                                    |                                    |                                    |                                    |                                             |                                             |                                             |                                             |                                             |                                             |                                 |                                 |                                             |                                             |                                               |                                               |                                               |                                               |                                               |                                               |                                |                                |                                |                                |                            |                            |                                           |                                           |                                           |                                           |                                           |                                           |                                    |                                    |                                    |                                    |                                                    |                                                    |                                                    |                                                    |                                                    |                                                    |                                        |                                        |                                        |                                        |                                         |                                         |                                         |                                         |                                         |                                         |  |  |  |  |  |  |  |  |  |  |  |  |  |  |  |  |  |  |  |  |  |  |  |  |  |  |  |  |  |  |  |  |  |  |  |  |  |  |  |  |  |  |  |  |  |  |  |  |
|                                    |                                    |                                    |                                    | Juan van Bourbon (1913-1993)       | Juan van Bourbon (1913-1993)       | Juan van Bourbon (1913-1993)                | Juan van Bourbon (1913-1993)                | Juan van Bourbon (1913-1993)                | Juan van Bourbon (1913-1993)                |                                             |                                             |                                 |                                 |                                             |                                             | Maria de las Mercedes van Bourbon (1910-2000) | Maria de las Mercedes van Bourbon (1910-2000) | Maria de las Mercedes van Bourbon (1910-2000) | Maria de las Mercedes van Bourbon (1910-2000) | Maria de las Mercedes van Bourbon (1910-2000) | Maria de las Mercedes van Bourbon (1910-2000) |                                |                                |                                |                                |                            |                            |                                           |                                           |                                           |                                           | Paul I van Griekenland (1901-1964)        | Paul I van Griekenland (1901-1964)        | Paul I van Griekenland (1901-1964) | Paul I van Griekenland (1901-1964) | Paul I van Griekenland (1901-1964) | Paul I van Griekenland (1901-1964) |                                                    |                                                    |                                                    |                                                    |                                                    |                                                    | Friederike von Hannover (1917-1981)    | Friederike von Hannover (1917-1981)    | Friederike von Hannover (1917-1981)    | Friederike von Hannover (1917-1981)    | Friederike von Hannover (1917-1981)     | Friederike von Hannover (1917-1981)     |                                         |                                         |                                         |                                         |  |  |  |  |  |  |  |  |  |  |  |  |  |  |  |  |  |  |  |  |  |  |  |  |  |  |  |  |  |  |  |  |  |  |  |  |  |  |  |  |  |  |  |  |  |  |  |  |
|                                    |                                    |                                    |                                    | Juan van Bourbon (1913-1993)       | Juan van Bourbon (1913-1993)       | Juan van Bourbon (1913-1993)                | Juan van Bourbon (1913-1993)                | Juan van Bourbon (1913-1993)                | Juan van Bourbon (1913-1993)                |                                             |                                             |                                 |                                 |                                             |                                             | Maria de las Mercedes van Bourbon (1910-2000) | Maria de las Mercedes van Bourbon (1910-2000) | Maria de las Mercedes van Bourbon (1910-2000) | Maria de las Mercedes van Bourbon (1910-2000) | Maria de las Mercedes van Bourbon (1910-2000) | Maria de las Mercedes van Bourbon (1910-2000) |                                |                                |                                |                                |                            |                            |                                           |                                           |                                           |                                           | Paul I van Griekenland (1901-1964)        | Paul I van Griekenland (1901-1964)        | Paul I van Griekenland (1901-1964) | Paul I van Griekenland (1901-1964) | Paul I van Griekenland (1901-1964) | Paul I van Griekenland (1901-1964) |                                                    |                                                    |                                                    |                                                    |                                                    |                                                    | Friederike von Hannover (1917-1981)    | Friederike von Hannover (1917-1981)    | Friederike von Hannover (1917-1981)    | Friederike von Hannover (1917-1981)    | Friederike von Hannover (1917-1981)     | Friederike von Hannover (1917-1981)     |                                         |                                         |                                         |                                         |  |  |  |  |  |  |  |  |  |  |  |  |  |  |  |  |  |  |  |  |  |  |  |  |  |  |  |  |  |  |  |  |  |  |  |  |  |  |  |  |  |  |  |  |  |  |  |  |
|                                    |                                    |                                    |                                    |                                    |                                    |                                             |                                             |                                             |                                             | Juan Carlos I van Spanje (1938)             | Juan Carlos I van Spanje (1938)             | Juan Carlos I van Spanje (1938) | Juan Carlos I van Spanje (1938) | Juan Carlos I van Spanje (1938)             | Juan Carlos I van Spanje (1938)             |                                               |                                               |                                               |                                               |                                               |                                               |                                |                                |                                |                                |                            |                            |                                           |                                           |                                           |                                           |                                           |                                           |                                    |                                    |                                    |                                    | Sophia van Griekenland, koningin van Spanje (1938) | Sophia van Griekenland, koningin van Spanje (1938) | Sophia van Griekenland, koningin van Spanje (1938) | Sophia van Griekenland, koningin van Spanje (1938) | Sophia van Griekenland, koningin van Spanje (1938) | Sophia van Griekenland, koningin van Spanje (1938) |                                        |                                        |                                        |                                        |                                         |                                         |                                         |                                         |                                         |                                         |  |  |  |  |  |  |  |  |  |  |  |  |  |  |  |  |  |  |  |  |  |  |  |  |  |  |  |  |  |  |  |  |  |  |  |  |  |  |  |  |  |  |  |  |  |  |  |  |
|                                    |                                    |                                    |                                    |                                    |                                    |                                             |                                             |                                             |                                             | Juan Carlos I van Spanje (1938)             | Juan Carlos I van Spanje (1938)             | Juan Carlos I van Spanje (1938) | Juan Carlos I van Spanje (1938) | Juan Carlos I van Spanje (1938)             | Juan Carlos I van Spanje (1938)             |                                               |                                               |                                               |                                               |                                               |                                               |                                |                                |                                |                                |                            |                            |                                           |                                           |                                           |                                           |                                           |                                           |                                    |                                    |                                    |                                    | Sophia van Griekenland, koningin van Spanje (1938) | Sophia van Griekenland, koningin van Spanje (1938) | Sophia van Griekenland, koningin van Spanje (1938) | Sophia van Griekenland, koningin van Spanje (1938) | Sophia van Griekenland, koningin van Spanje (1938) | Sophia van Griekenland, koningin van Spanje (1938) |                                        |                                        |                                        |                                        |                                         |                                         |                                         |                                         |                                         |                                         |  |  |  |  |  |  |  |  |  |  |  |  |  |  |  |  |  |  |  |  |  |  |  |  |  |  |  |  |  |  |  |  |  |  |  |  |  |  |  |  |  |  |  |  |  |  |  |  |
|                                    |                                    |                                    |                                    |                                    |                                    |                                             |                                             |                                             |                                             |                                             |                                             |                                 |                                 |                                             |                                             |                                               |                                               |                                               |                                               |                                               |                                               |                                |                                |                                |                                |                            |                            |                                           |                                           |                                           |                                           |                                           |                                           |                                    |                                    |                                    |                                    |                                                    |                                                    |                                                    |                                                    |                                                    |                                                    |                                        |                                        |                                        |                                        |                                         |                                         |                                         |                                         |                                         |                                         |  |  |  |  |  |  |  |  |  |  |  |  |  |  |  |  |  |  |  |  |  |  |  |  |  |  |  |  |  |  |  |  |  |  |  |  |  |  |  |  |  |  |  |  |  |  |  |  |
|                                    |                                    |                                    |                                    |                                    |                                    |                                             |                                             |                                             |                                             |                                             |                                             |                                 |                                 |                                             |                                             |                                               |                                               |                                               |                                               |                                               |                                               |                                |                                |                                |                                |                            |                            |                                           |                                           |                                           |                                           |                                           |                                           |                                    |                                    |                                    |                                    |                                                    |                                                    |                                                    |                                                    |                                                    |                                                    |                                        |                                        |                                        |                                        |                                         |                                         |                                         |                                         |                                         |                                         |  |  |  |  |  |  |  |  |  |  |  |  |  |  |  |  |  |  |  |  |  |  |  |  |  |  |  |  |  |  |  |  |  |  |  |  |  |  |  |  |  |  |  |  |  |  |  |  |
|                                    |                                    |                                    |                                    |                                    |                                    |                                             |                                             |                                             |                                             |                                             |                                             |                                 |                                 | Elena van Spanje (1963)                     | Elena van Spanje (1963)                     | Elena van Spanje (1963)                       | Elena van Spanje (1963)                       | Elena van Spanje (1963)                       | Elena van Spanje (1963)                       |                                               |                                               |                                |                                | Cristina van Spanje (1965)     | Cristina van Spanje (1965)     | Cristina van Spanje (1965) | Cristina van Spanje (1965) | Cristina van Spanje (1965)                | Cristina van Spanje (1965)                |                                           |                                           |                                           |                                           | Filips VI van Spanje (1968)        | Filips VI van Spanje (1968)        | Filips VI van Spanje (1968)        | Filips VI van Spanje (1968)        | Filips VI van Spanje (1968)                        | Filips VI van Spanje (1968)                        |                                                    |                                                    |                                                    |                                                    |                                        |                                        |                                        |                                        |                                         |                                         |                                         |                                         |                                         |                                         |  |  |  |  |  |  |  |  |  |  |  |  |  |  |  |  |  |  |  |  |  |  |  |  |  |  |  |  |  |  |  |  |  |  |  |  |  |  |  |  |  |  |  |  |  |  |  |  |